# Rajd Finlandii 2005

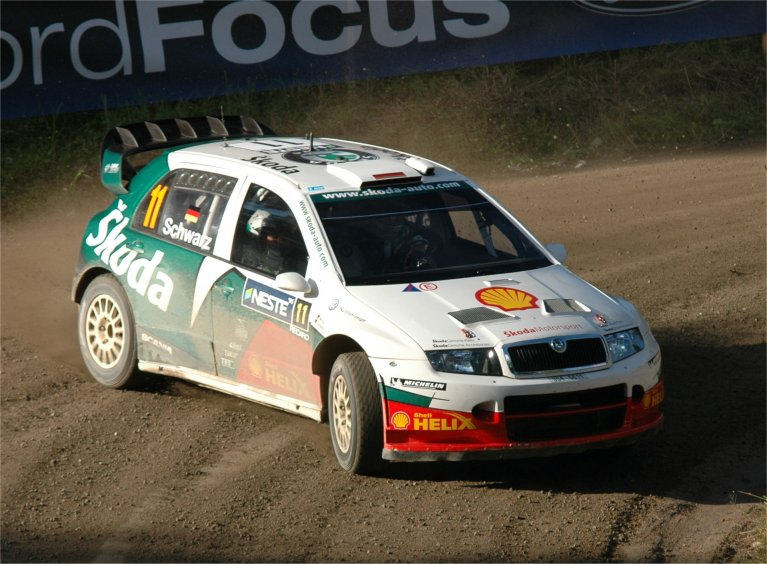
Armin Schwarz podczas rajdu

Rezultaty Rajdu Finlandii w 2005 roku:

## Klasyfikacja końcowa
| lp.                    | zawodnik               | pilot                  | samochód                   | czas                   | różnica                | grupa                  | pkt.                   |
| klasyfikacja generalna | klasyfikacja generalna | klasyfikacja generalna | klasyfikacja generalna     | klasyfikacja generalna | klasyfikacja generalna | klasyfikacja generalna | klasyfikacja generalna |
| ---------------------- | ---------------------- | ---------------------- | -------------------------- | ---------------------- | ---------------------- | ---------------------- | ---------------------- |
| 1.                     | Marcus Grönholm        | Timo Rautiainen        | Peugeot 307 WRC            | 2:54:11.0              | 0.0                    | A8 M                   | 10                     |
| 2.                     | Sébastien Loeb         | Daniel Elena           | Citroën Xsara WRC          | 2:55:17.7              | 1:06.7                 | A8 M                   | 8                      |
| 3.                     | Markko Märtin          | Michael Park           | Peugeot 307 WRC            | 2:55:46.6              | 1:35.6                 | A8 M                   | 6                      |
| 4.                     | Petter Solberg         | Phil Mills             | Subaru Impreza WRC 2005    | 2:56:19.0              | 2:08.0                 | A8 M                   | 5                      |
| 5.                     | Mikko Hirvonen         | Jarmo Lehtinen         | Ford Focus RS WRC 04       | 2:56:24.6              | 2:13.6                 | A8 M                   | 4                      |
| 6.                     | Toni Gardemeister      | Jakke Honkanen         | Ford Focus RS WRC 04       | 2:57:43.4              | 3:32.4                 | A8 M                   | 3                      |
| 7.                     | Harri Rovanperä        | Risto Pietiläinen      | Mitsubishi Lancer WRC 05   | 2:58:38.9              | 4:27.9                 | A8 M                   | 2                      |
| 8.                     | François Duval         | Sven Smeets            | Citroën Xsara WRC          | 2:59:21.4              | 5:10.4                 | A8 M                   | 1                      |
| JWRC                   |                        |                        |                            |                        |                        |                        |                        |
| 1. (15.)               | Dani Sordo             | Marc Martí             | Citroën C2 S1600           | 3:20:17.8              | 0.0                    | A6                     | 10                     |
| 2. (16.)               | Urmo Aava              | Kuldar Sikk            | Suzuki Ignis S1600         | 3:21:50.4              | 1:32.6                 | A6                     | 8                      |
| 3. (18.)               | Guy Wilks              | Phil Pugh              | Suzuki Swift S1600         | 3:24:07.7              | 3:49.9                 | A6                     | 6                      |
| 4. (21.)               | Luca Betti             | Piercarlo Capalongo    | Renault Clio S1600         | 3:29:54.1              | 9:36.3                 | A6                     | 5                      |
| 5. (28.)               | Mirco Baldacci         | Giovanni Bernacchini   | Fiat Punto S1600           | 3:41:32.6              | 21:14.8                | A6                     | 4                      |
| 6. (36.)               | Martin Prokop          | Petr Gross             | Suzuki Ignis S1600         | 3:52:52.5              | 32:34.7                | A6                     | 3                      |
| 7. (39.)               | Kris Meeke             | Glenn Patterson        | Citroën C2 S1600           | 3:55:07.7              | 34:49.9                | A6                     | 2                      |
| 8. (40.)               | Conrad Rautenbach      | Carl Williamson        | Citroën C2 S1600           | 3:56:54.6              | 36:36.8                | A6                     | 1                      |
| klasa N4               |                        |                        |                            |                        |                        |                        |                        |
| 1. (14.)               | Aki Teiskonen          | Miika Teiskonen        | Subaru Impreza WRX STI     | 3:15:37.8              | 0.0                    | N4                     |                        |
| 2. (17.)               | Riku Tahko             | Ossi Lahtinen          | Mitsubishi Lancer Evo VII  | 3:24:02.3              | 8:24.5                 | N4                     |                        |
| 3. (19.)               | Angelo Medechini       | Barbara Capoferri      | Subaru Impreza WRX STI     | 3:24:11.1              | 8:33.3                 | N4                     |                        |
| 4. (20.)               | Jarno Kinnunen         | Mikko Lukka            | Mitsubishi Lancer Evo VIII | 3:27:56.8              | 12:19.0                | N4                     |                        |
| 5. (25.)               | Patrik Flodin          | Maria Andersson        | Mitsubishi Lancer Evo VII  | 3:38:37.9              | 23:00.1                | N4                     |                        |
| 6. (26.)               | Luca Rossetti          | Dario d'Esposito       | Mitsubishi Lancer Evo VIII | 3:38:58.8              | 23:21.0                | N4                     |                        |
| 7. (27.)               | Ray Bellm              | Mark Solloway          | Subaru Impreza WRX STI     | 3:39:41.1              | 24:03.3                | N4                     |                        |
| 8. (30.)               | Natalie Barratt        | Chris Patterson        | Subaru Impreza WRX STI     | 3:44:55.0              | 29:17.2                | N4                     |                        |

1. ↑  Litera M przy oznaczeniu grupy do której należy samochód oznacza, iż tylko ci kierowcy zdobywali punkty dla swoich zespołów liczonych w klasyfikacji producentów na koniec sezonu.

## Zwycięzcy odcinków specjalnych
| Numer | Nazwa              | Zwycięzca                     |
| ----- | ------------------ | ----------------------------- |
| OS1   | Killeri 1          | P. SOLBERG / P. MILLS         |
| OS2   | Lankamaa           | S. LOEB / D. ELENA            |
| OS3   | Laukaa             | M. GRÖNHOLM / T. RAUTIAINEN   |
| OS4   | Ruuhimaki          | M. GRÖNHOLM / T. RAUTIAINEN   |
| OS5   | Vellipohja 1       | M. GRÖNHOLM / T. RAUTIAINEN   |
| OS6   | Mokkipera 1        | P. SOLBERG / P. MILLS         |
| OS7   | Vellipohja 2       | M. GRÖNHOLM / T. RAUTIAINEN   |
| OS8   | Mokkipera 2        | S. LOEB / D. ELENA            |
| OS9   | Killeri 2          | M. GRÖNHOLM / T. RAUTIAINEN   |
| OS10  | Vaheri             | S. LOEB / D. ELENA            |
| OS11  | Ouninpohja Lansi 1 | M. GRÖNHOLM / T. RAUTIAINEN   |
| OS12  | Ouninpohja Ita 1   | M. GRÖNHOLM / T. RAUTIAINEN   |
| OS13  | Urria              | M. GRÖNHOLM / T. RAUTIAINEN   |
| OS14  | Ouninpohja Lansi 2 | M. GRÖNHOLM / T. RAUTIAINEN   |
| OS15  | Ouninpohja Ita 2   | M. GRÖNHOLM / T. RAUTIAINEN   |
| OS16  | Moksi-Leustu       | M. GRÖNHOLM / T. RAUTIAINEN   |
| OS17  | Himos              | T. GARDEMEISTER / J. HONKANEN |
| OS18  | Kuohu 1            | T. GARDEMEISTER / J. HONKANEN |
| OS19  | Kruununpera 1      | S. LOEB / D. ELENA            |
| OS20  | Kuohu 2            | M. HIRVONEN / J. LEHTINEN     |
| OS21  | Kruununpera 2      | P. SOLBERG / P. MILLS         |

## Klasyfikacja po 10 rundach
Tabele przedstawiają tylko pięć pierwszych miejsc.

### Kierowcy
| Lp. | Kierowca          | Pkt |
| --- | ----------------- | --- |
| 1   | Sébastien Loeb    | 83  |
| 2   | Marcus Grönholm   | 55  |
| 3   | Petter Solberg    | 53  |
| 4   | Markko Märtin     | 48  |
| 5   | Toni Gardemeister | 47  |

### Producenci
| Lp. | Producent                | Pkt |
| --- | ------------------------ | --- |
| 1   | Malboro Peugeot Total    | 106 |
| 2   | Citroën Total            | 105 |
| 3   | BP Ford World Rally Team | 69  |
| 4   | Subaru World Rally Team  | 59  |
| 5   | Mitsubishi Motors        | 43  |